# Cyriopagopus
Cyriopagopus là một chi nhện trong họ Theraphosidae.

## Các loài
Chi này gồm các loài:
- Cyriopagopus dromeus (Chamberlin, 1917)
- Cyriopagopus paganus Simon, 1887
- Cyriopagopus schioedtei (Thorell, 1891)
- Cyriopagopus thorelli (Simon, 1901)